# Карлтоніт
Карлтоніт, або карлетоніт — рідкісний силікатний мінерал з формулою KNa4Ca4(CO3)4Si8O18(F, OH)·(H2O).

## Опис
Відноситься до класу філосилікатів, входить в групу апофілітів. Його тетрагональні кристали бувають прозоро-синіми, білими, безбарвними або рожевими зі склоподібним або матовим блиском. Він має щільність 2.45 і твердість 4-4.5.
Мінерал виявив Г. І. Чао (G.Y. Chao) і назвав на честь Карлтонського університету в Оттаві, в якому навчався. Вперше описаний в 1967 році; більш повний опис було виконано тим же автором в 1971 році, а в 1972 році він опублікував докладний аналіз кристалічної структури карлтоніту. Всі відомі зразки мінералу описані по родовищу в Мон-Сент-Ілері, Квебек — на сьогоднішній день єдиного, де він був виявлений.
Зустрічається в роговиках і кременистих мармурових ксенолітах в межах і поруч з інтрузіями нефелінових сиєнітів. Зазвичай з ним в комбінації зустрічаються кварц, нарсарсукіт, кальцит, флюорит, анкіліт, молібденіт, лейкосфеніт, рамзаїт, галеніт, альбіт, пектоліт, апофіліт, лейфіт, мікроклін і арфведсоніт.
Використовується переважно як колекційний матеріал; можливе також ювелірне огранювання. Синій різновид має зовнішню схожість з содалітом, але відрізняється від нього більш досконалим розщепленням. Різновиди з іншим забарвленням можуть бути сплутані з апофілітом.